# Comacchio
Comacchio je město v Itálii. Nachází se v oblasti Emilia-Romagna a provincii Ferrara. Má přibližně 22 tisíc obyvatel a rozkládá se na 283 km². Někdy bývá označováno jako „malé Benátky“. Celé město leží na ostrůvcích v zálivu zvaném Valli di Comacchio a je odděleno kanály. Nejvíce proslulo lovem úhořů, při němž se využívají způsoby až z doby Římanů.
Comacchio je propojeno s námořním přístavem Porto Garibaldi splavným kanálem pro lodě do 1.350 BRT. Směrem do vnitrozemí ústí tento kanál do ramene Pádu (Po di Volano), které protéká kolem Ferrary a mezi obcemi Volano a Lido di Volano ústí do Jaderského moře.

## Historie

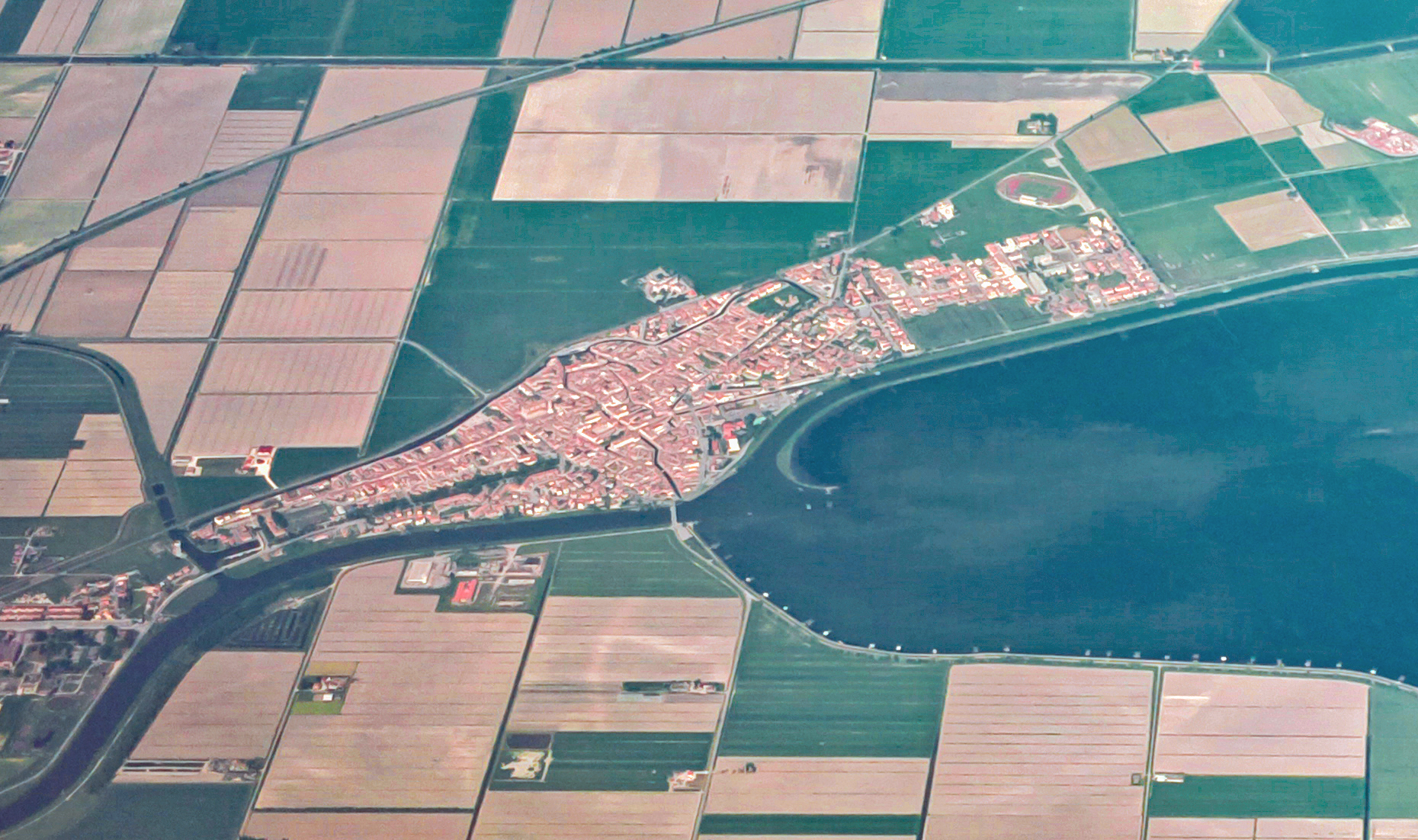
Comacchio

Z historického hlediska patří Comacchio k hlavním centrům delty řeky Pádu. Pochází z vrcholného středověku. Během své historie bylo město dobyto nejdříve ravenským exarchátem, poté ferrarským vévodstvím a poté se připojilo k papežskému státu.
V roce 1821 byl postaven násep, který ostrov spojil s městem Ostellato.

## Části obce
Lido degli Estensi, Lido degli Scacchi, Lido di Pomposa, Lido di Spina, Porto Garibaldi, San Giuseppe, Lido delle Nazioni, Lido di Volano, Vaccolino, Volania